# Dorstenia nervosa
Espèce
Classification phylogénétique
Dorstenia nervosa  est une espèce de plantes à fleurs de la famille des Moraceae.

## Description

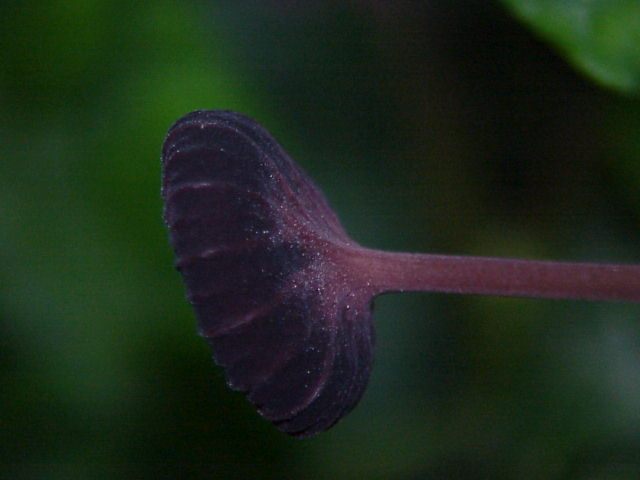
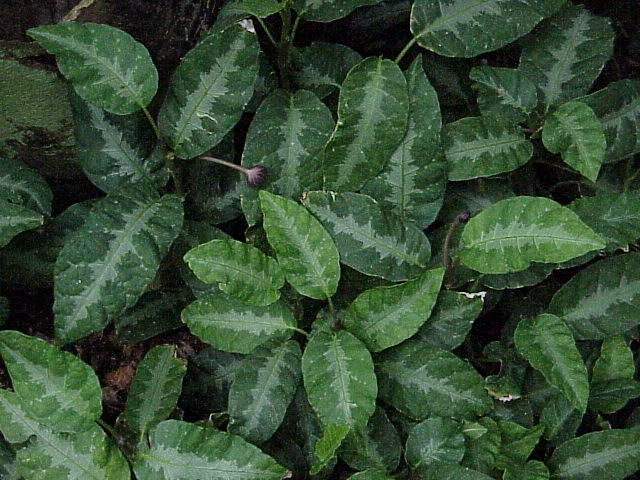
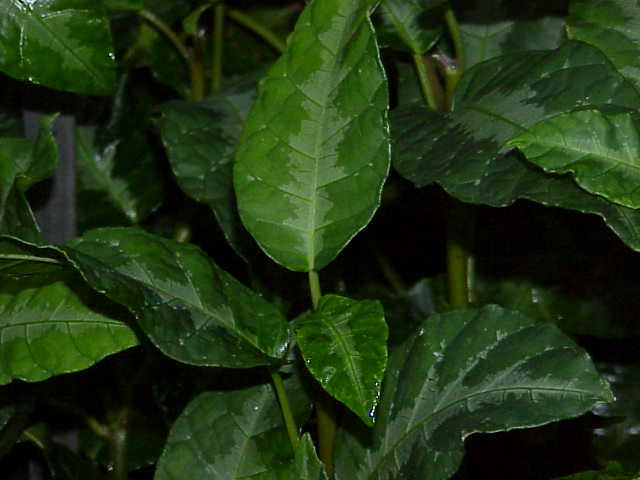
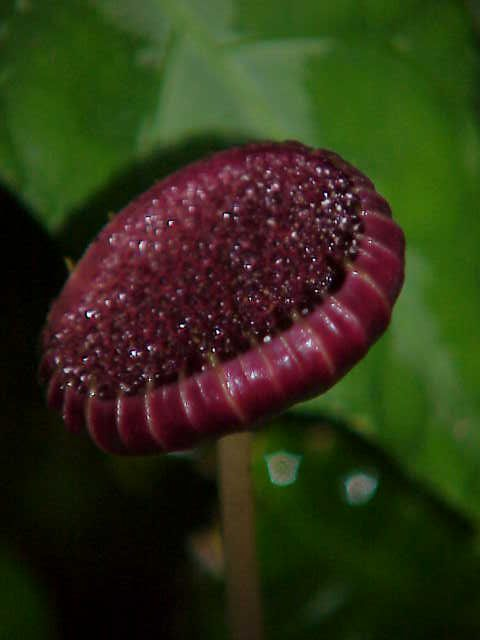

C'est une plante succulente.